# Karneval von Binche
Der Karneval von Binche ist eine der ältesten Karnevalstraditionen in Belgien. Er findet seit 1395 in der wallonischen Gemeinde Binche statt und ähnelt der alemannischen Fastnacht. 2003 wurde er von der UNESCO als „Meisterwerk des immateriellen Kulturerbes der Menschheit“ anerkannt und 2008 in die Repräsentative Liste des immateriellen Kulturerbes der Menschheit aufgenommen.
2017 wurde er mit dem belgischen Verdienstorden Mérite wallon ausgezeichnet.

## Geschichte
Das erste Mal wird der Karneval bereits im Jahr 1394 erwähnt; die Feiern entsprechen dem Beginn der Fastenzeit. Unter Napoleon wird das Tragen von Masken verboten, und 1795 wird das erste Mal die Figur des Gille erwähnt.

## Beschreibung

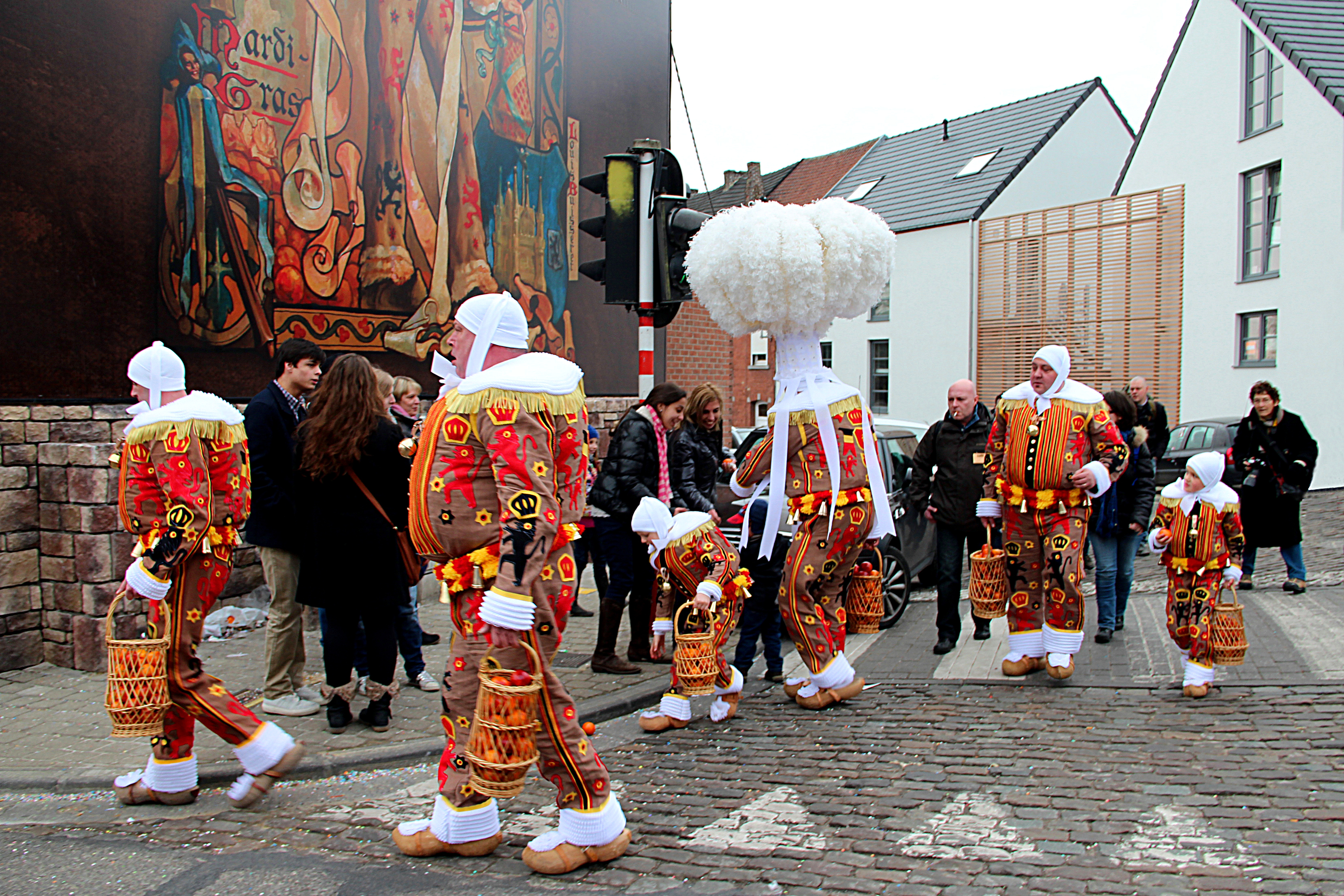
Gruppe von Gilles auf dem Weg zum Großen Platz.

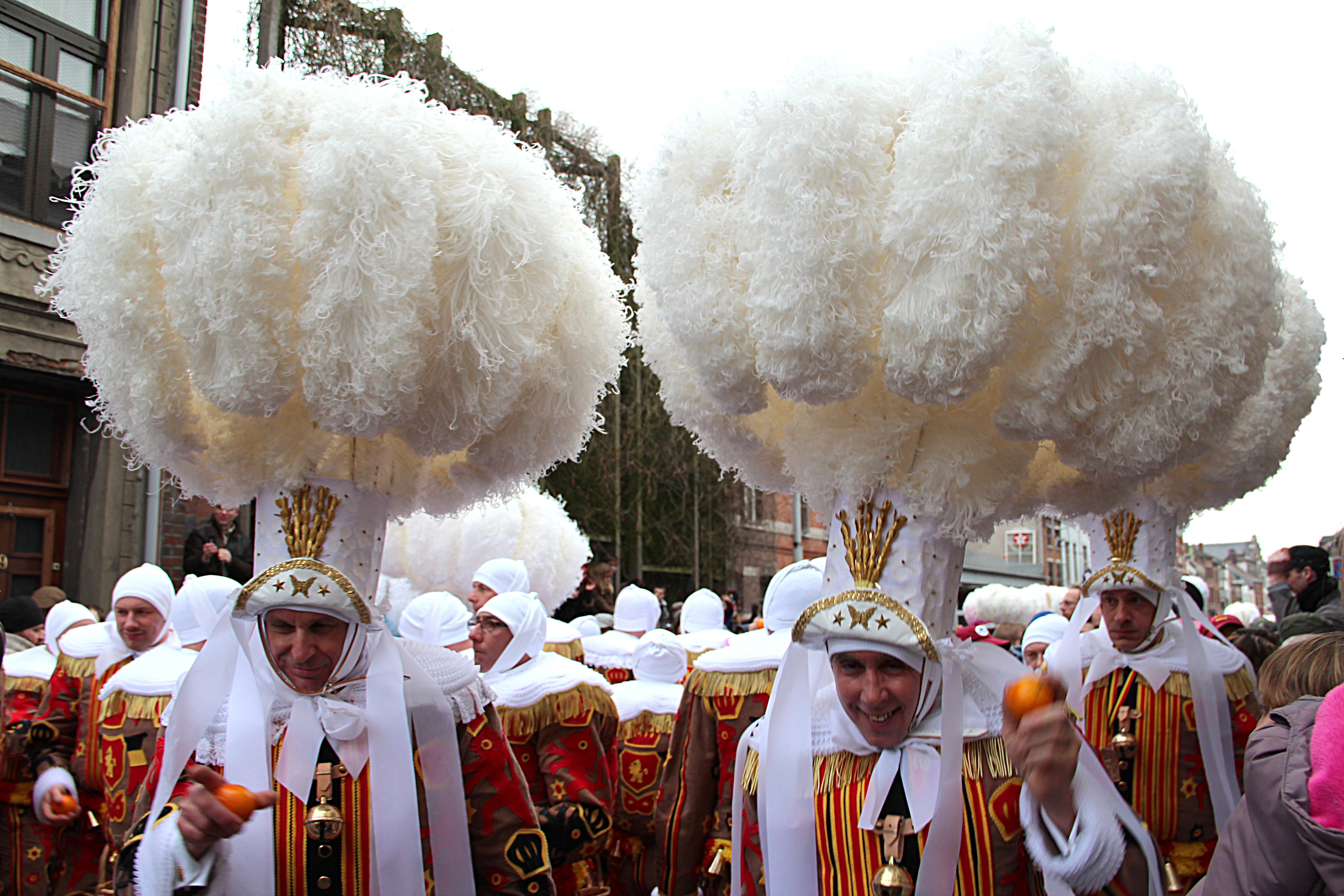
Die Gilles am Mardi-Gras mit ihrem Hut aus Straußenfedern.

Die Feierlichkeiten bestehen aus zwei Teilen: dem eigentlichen Karneval und dem Vorkarneval, den sogenannten „soumonces“. Der Karneval beginnt 49 Tage vor Ostern und die „soumonces“ sechs Wochen vor den drei höchsten Karnevalstagen, den „fetten Tagen“.
Der Karneval nach Bincher Art wird in der gesamten Region gefeiert, aber in Binche gibt es so viele Regeln und Traditionen wie nirgendwo sonst. Die Hauptfiguren sind die Gilles, die zum Klang von 26 traditionellen Karnevalsmelodien tanzen. Diese Melodien werden von Musikkapellen aus Blechblasinstrumenten und Trommeln gespielt.
Im Gegensatz zu anderen typischen Karnevalsfiguren in umliegenden Orten gehen die Gilles von Binche nur am Faschingsdienstag, dem Mardi-Gras, auf die Straße. Sie müssen eine Reihe traditioneller Regeln befolgen, z. B. dürfen sie nur in Begleitung von mindestens einem Trommler durch die Stadt gehen, sie dürfen sich in der Öffentlichkeit weder hinsetzen noch betrunken sein und müssen aus Binche stammen.
Andere Figuren, die die sogenannten „Fantasiegesellschaften“ bilden, sind der Harlekin, der Bauer, der Pierrot und der Matrose, eine erst für den Karneval 2018 wiedergegründete Gesellschaft. Früher gab es weitere Fantasiegesellschaften, die an den Umzügen des Mardi-Gras teilnahmen, diese sind aber inzwischen verschwunden (Orientprinzen, Musketiere  etc.).